# جورج الکساندر کوزنز
جورج الکساندر کوزنز (انگلیسی: George Alexander Cozens; ۱ اوت ۱۹۱۰ – ۳۰ سپتامبر ۱۹۸۶) فرد نظامی اهل بریتانیا بود.